# Cichlocolaptes holti
Cichlocolaptes holti, "liten blekbrynad trädletare", är en fågelart i familjen ugnfåglar inom ordningen tättingar. Den betraktas oftast som underart till blekbrynad trädletare (Cichlocolaptes leucophrus), men urskiljs sedan 2016 som egen art av Birdlife International och IUCN.
Fågeln förekommer i sydöstra Brasilien från São Paulo till Rio Grande do Sul. Den kategoriseras av IUCN som livskraftig.